# 표준환
대수기하학에서 표준환(標準環, 영어: canonical ring)은 주어진 대수다양체의 표준 선다발의 텐서 거듭제곱들의 단면들로 구성된 등급환이다.

## 정의
{\displaystyle X}가 대수다양체라고 하고, 그 표준 선다발을 {\displaystyle \omega _{X}}라고 하자. 그렇다면 표준환 {\displaystyle R(X)}는 다음과 같은 등급환이다.
{\displaystyle R(X)=\bigoplus _{n=0}^{\infty }R_{n}(X)}
{\displaystyle R_{n}(X)=H^{0}(X,\omega _{X}^{n})}
여기서 {\displaystyle H^{0}}은 0차 층 코호몰로지, 즉 단면들의 아벨 군이다. {\displaystyle \omega _{X}^{n}}은 표준 선다발의 {\displaystyle n}승 텐서곱이다.

### 다중 종수
대수다양체 {\displaystyle X}의 다중 종수(多重種數, 영어: plurigenus, 복수 영어: plurigenera)는 표준환의 각 등급 {\displaystyle R_{n}}의 차원들이다.:190, Exercise II.8.8
{\displaystyle P_{n}=\dim R_{n}(X)=h^{0}(X,\omega _{X}^{n})}
{\displaystyle P_{0}}은 항상 1이다. {\displaystyle P_{n}}은 모두 음이 아닌 정수들이다.

### 표준 모형
대수다양체 {\displaystyle X}의 표준환 {\displaystyle R}에 대한 사영 공간 {\displaystyle \operatorname {Proj} (R)}을 표준 모형(영어: standard model)이라고 한다. 이는 모리 시게후미의 최소 모형 프로그램(minimal model program)의 중요한 요소다.

### 고다이라 차원
표준 모형의 차원을 고다이라 차원([小平]次元, 영어: Kodaira dimension) {\displaystyle \kappa }라고 하며,:421 이는 다음과 같이 정의할 수도 있다.
- {\displaystyle P_{n}\in O(d^{\kappa })}인 최소의 {\displaystyle \kappa }. 여기서 {\displaystyle O}는 점근 표기법이다.

만약 모든 양의 정수 {\displaystyle n}에 대하여  {\displaystyle P_{n}=0}이라면, 고다이라 차원을 {\displaystyle \kappa =-\infty }로 정의한다. 고다이라 차원은 고다이라 구니히코의 이름을 땄다.
고다이라 차원은 다음을 만족시킨다.
{\displaystyle \kappa (X\times Y)=\kappa (X)+\kappa (Y)}
즉, 차원의 일종으로 생각할 수 있다.

## 성질
표준환은 쌍유리 동치에 대하여 불변이다. 이에 따라, 모든 다중 종수 및 고다이라 차원 역시 쌍유리 동치 불변량이다.

## 같이 보기
- 엔리퀘스-고다이라 분류